# 上普伦多夫
上普伦多夫（德語：Oberpullendorf，德語發音：[ˌoːbɐˈpʊləndɔʁf] ⓘ）是奥地利布尔根兰州上普伦多夫县的一个市镇。总面积12.64平方公里，总人口3038人，人口密度240.3人/平方公里（2011年）。